# Jirueque
Jirueque település Spanyolországban, Guadalajara tartományban. Jirueque Jadraque, Medranda, Cendejas de Enmedio és Bujalaro községekkel határos. Lakosainak száma 47 fő (2024).

## Népesség
A település népessége az utóbbi években az alábbiak szerint változott:
| Lakosok száma | 87   | 84   | 95   | 69   | 69   | 61   | 62   | 59   | 51   | 47   |
|               | 2001 | 2004 | 2006 | 2009 | 2011 | 2014 | 2016 | 2019 | 2021 | 2024 |